# Železnice Srbije

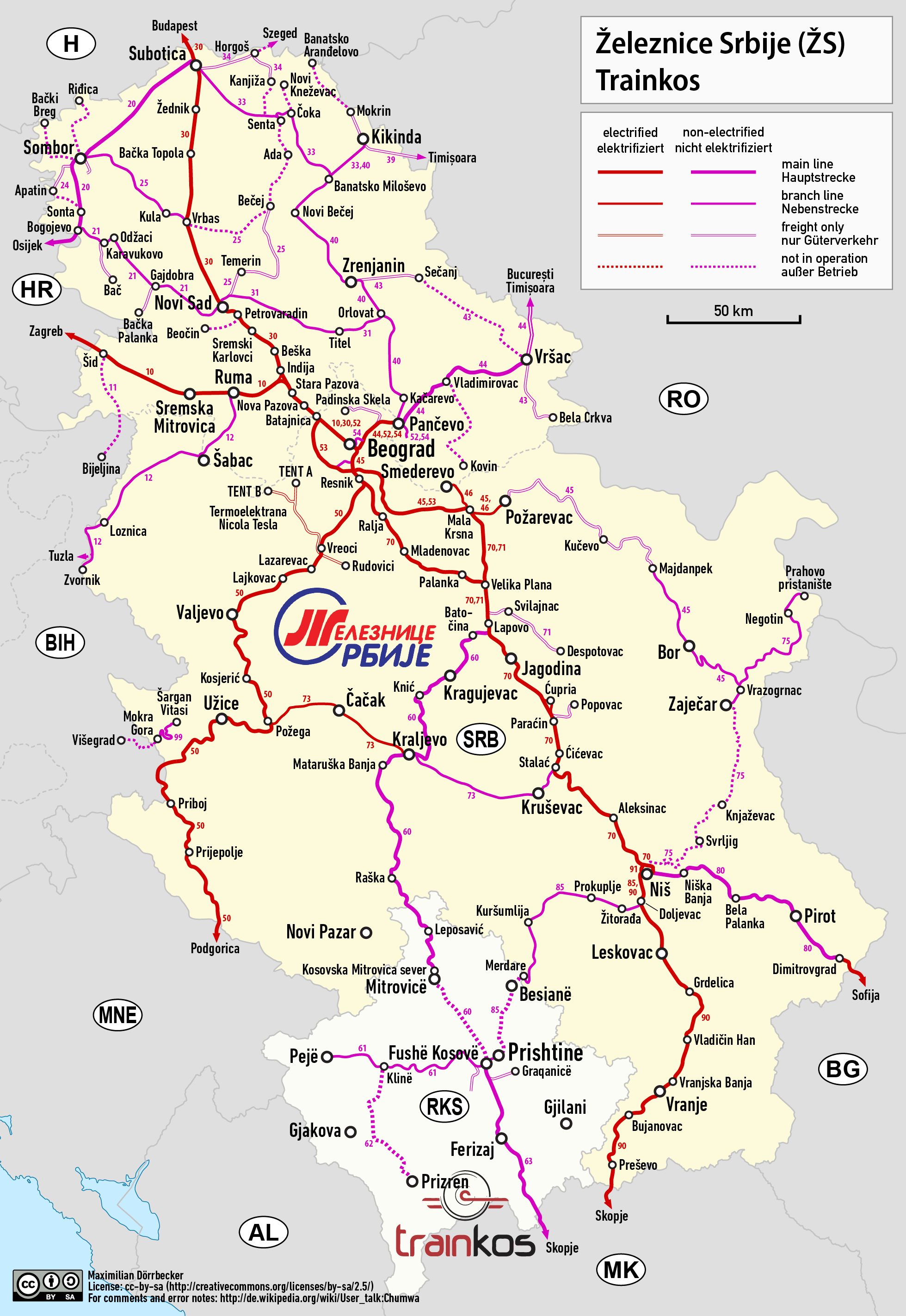

Železnice Srbije  (în sârbă: Железнице Србије/Železnice Srbije), prescurtat ŽS este o societate feroviară de transport călători din Serbia. Rețeaua actuală are 4.347 km lungime, 32% din ea fiind electrificată.

## Istorie

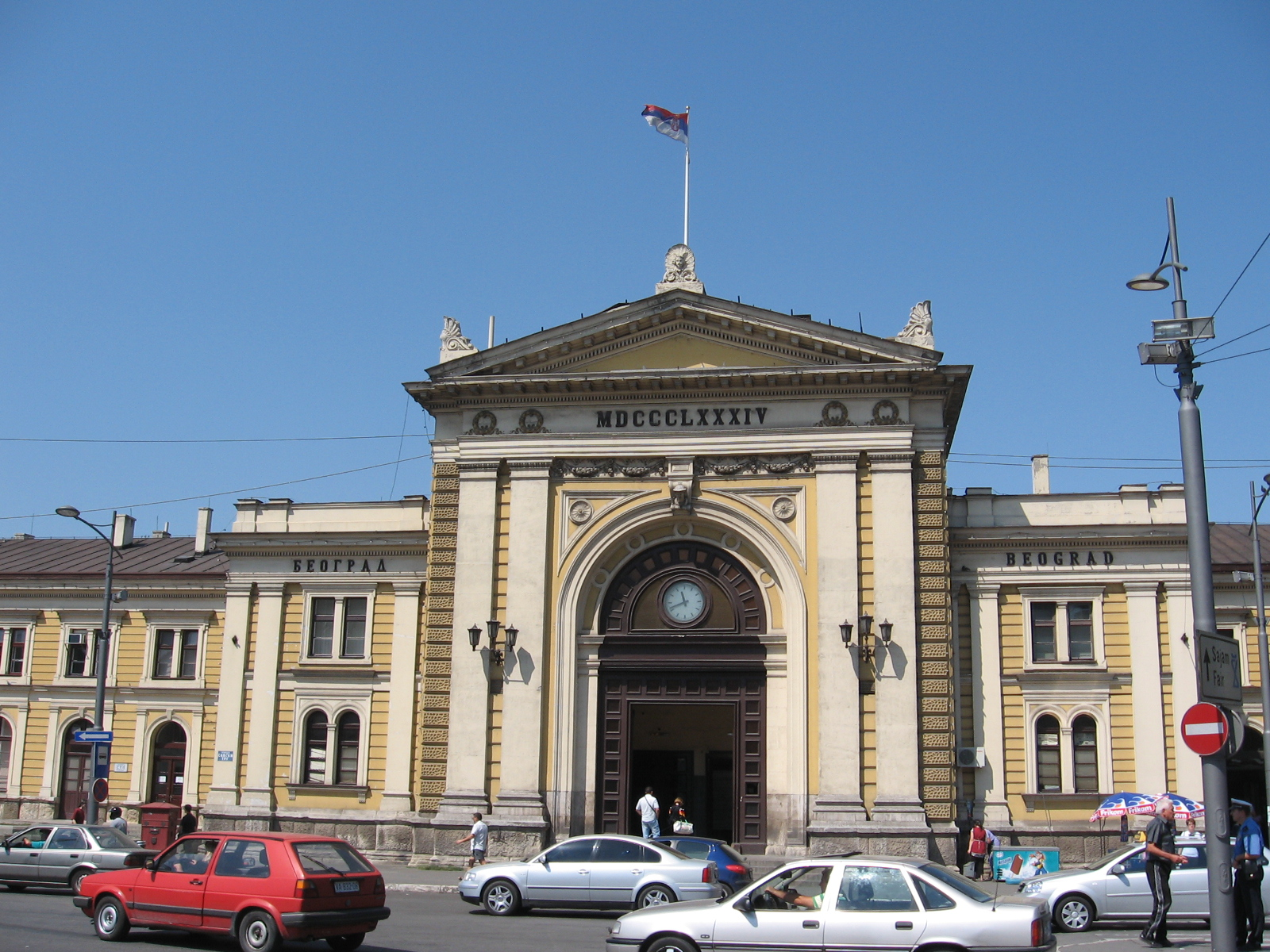
Gara Belgrad Glavna

Pe 20 august 1854 a fost deschisă pe traseul Lisava–Oravița–Baziaș prima linie, vagoanele fiind trase de cal.